# Tugomer
Tugomer je tragedija Josipa Jurčiča. Delo je prva slovenska tragedija, Jurčič je svoj izvirnik kasneje predelal s pomočjo Frana Levstika. Predstavljena je vsebina originalne Jurčičeve vezije. Drama je bila prvič objavljena kot tretji zvezek Slovenske knjižnice leta 1876. 

## Vsebina
Dva starca se pogovarjata, da bo vojna, prikaže se menih, starca mu ubežita. Menih spregovori o svojem delu, Slovene težko spreobrača, v resnici pa dela za frankovskega kralja, ki želi Slovene zavzeti. K menihu pride frankovski trgovec s pismom mejnega grofa Gerona, ki je nezadovoljen z menihovim delom, sicer pa piše o Tugomeru. To je slovenski knez, nekdanji Geronov ujetnik, nujno ga je dobiti za krščanstvo in Franke. Pride Tugomer, trgovec se skrije v hišo. Knez potrebuje menihovo pomoč, da bi dobil Zorislavo, vdovo Čeligojevo. V Zorislavo se je zaljubil pri dvanajstih letih, kljub dogovorjeni poroki je raje izbrala Čeligoja. Ta je namesto Turomerja dobil tudi vojvodski naziv. Zaradi vsega tega, ga je skrivaj ubil v bitki in bil tedaj odpeljan v Geronovo ujetništvo. Menih mu je pripravljen pomagati, saj tu vidi možnost za uspeh.
Nov prizor, Zorislava in njena sorodnica Grozdana delata moški plašč. Grozdana sprašuje Zorislavo, zakaj se ne oženi s Tugomerom. Grozdana odide, Zorislava pa toži, zakaj se mora poročati z nekom brez močne ljubezni, tako kmalu po nemaščevani smrti svojega moža. Pride Tugomer, spet prosi za ljubezen. Ona mu pove, da je bila Čeligojeva, ker je več okrog nje hodil, kasneje pa se je vanj zaljubila. On je v boju padel, Tugomer se je dal ujeti. Njegov vreden naslednik bo, če gre zdaj nad Franke in se zmagovit vrne.
Dogajanje se preseli na Perunišče, kjer menih in trgovec skrita za grmom opazujeta svečenika Zovolja in njegovega pomočnika dečka Cvetička. Na Perunišče pridejo slovenski županje. Dogovorili se bodo, koga bodo kasneje volili za vojvodo. Najprej določijo Tugomera, a Zovolj mu ne zaupa, ker je bil dve leti pri tujcih. Neklona bodo volili. K Frankom bodo poslali poslanca, da se za mir dogovori. To naj stori Tugomer, medtem se bodo pripravljali za bitko. Drugi dan menih pošlje po Tugomera. Pove, kaj je slišal skrit v grmovju. Knez je jezen, menih ga spodbuja, naj gre h Geronu. Dogajanje se nadaljuje po Tugomerovi vrnitvi domov. Grozdana je vesela, da bitke ne bo, Tugomer naprej prinese novice Zorislavi. Ta ga okara, da bo njeno srce dobil, ko se bo Frankom postavil z orožjem po robu. To ga tako vznemiri, da sklene izdati Slovene, le da mu Zorislava pade v roke. Sklene k Geronu na obed odpeljati najpomembnejše Slovene.
Preteče nekaj časa, drama se nadaljuje v Zorislavini sobi, kjer jo prepričujejo, naj pobegne v gore. A Zorislava bo ostala, čakala svojega ženina. Za Tugomera ne vedo, kje je, pred časom je pobegnil. Drugih mož tudi še ni nazaj. Pridejo prve novice – Franki so v deželi. Pride eden od županov, ki je uspel pobegniti od Frankov, ostali so pobiti. Večina jih gre takoj v gore, Zorislava in Zovolj ostaneta, ona ogleduje bodalo v roki. Naprej pridejo frankovski vojaki, nato menih, končno Tugomer. Zorislava je pretresena, ko izve, da se je vse zgodilo zaradi nje. Šele ona mu pove, da so bili slovenski županje pobiti. Tedaj ji povedo, da je Tugomer ubil Čeligoja, zato ga zabode, pobegne v gore. Pride Geron, zadovoljen, da se njemu ne bo treba ukvarjati s Tugomerom. Le Zovolj še vzklikne, da bo še prišel dan slovenstva.